# カップ戦
カップ戦（カップせん、英: Cup Competition）とは、スポーツ競技（主にサッカー競技）において賞杯（カップ）を懸けて競技を競う大会を指す。

## 概要
大会方式がノックアウトトーナメントであることが多く、大会形式ははじめから終わりまですべての試合をノックアウトトーナメントで行う方式や、数チームを1組としその中のチーム同士による総当りのグループステージと、グループステージを勝ち抜いたチームによるノックアウトステージを組み合わせた方式を採用する場合などがある。
なお「カップ戦」と言う言い方は「リーグ戦」（＝ラウンドロビントーナメント）と共に日本語特有の表現であり、英語では単に「Cup」もしくは「Cup Competition」と称する。またカップの日本語訳に基づいて、大会名が「○○カップ」であるなら、「○○杯」と表記される場合がある（例：ワールドカップ→W杯、ルヴァンカップ→ルヴァン杯、リーグカップ→リーグ杯）。

## 開催形式
※ここでは「サッカー競技」を例にして記述する。

### 各国国内のカップ戦
- 国内におけるカップ戦としては大きく分けて、その国のトップリーグのチームのみに参加を限定するリーグカップと、参加資格を限定しない（オープンにした）オープンカップの2つに分けられる。参加資格を限定しないため、日本の天皇杯では、大学のサッカー部とプロクラブの対戦もありうる（かつては高校生年代のチームにも出場資格が与えられ、高校生とプロの対戦もあった）。オープンカップにおいては、参加チームの数が膨大になることが多いため、完全トーナメント方式（1ステージに付き1試合のみ、もしくはホーム&アウェー方式で行われるのが普通）を採用する場合が多い。また、リーグカップであっても参加チームが多い場合は同様である。参加チームが少ない場合、もしくは試合数を多くしたい場合は、3〜8チームを1組とした総当りによるグループリーグを行うこともある。
- リーグ戦と比べて試合数が少ないため、資金力や選手層が薄いチームでも何らかの不確定要素やその時の選手の体調、モチベーションなどの違いで上位に上がれることがある。そのため、上位のカテゴリーにいるチームを下位のカテゴリーにいるチームが下す、いわゆるジャイアント・キリング（番狂わせ）が起こりやすいのがカップ戦の大きな特徴である。これをカップ戦の醍醐味として楽しみにしているファンも多い。
- 優勝チームはカップウィナー（Cup Winner）と呼ばれる。カップウィナーはリーグ戦のチャンピオンとよくシーズンの初めに行われるスーパーカップに出場できる権利を得る（ただし複数のカップ戦が行われている場合は、オープンカップのウィナーが優先する）。また、欧州各地のサッカーリーグにおいては、一般に各国のカップ戦で優勝するとUEFAヨーロッパリーグに出場できる権利を得る。
- 近年、欧州の主要なサッカーリーグにおいて国内カップ戦の重要度が低下している。これはUEFAチャンピオンズリーグに出場することによって、放送権料などの莫大な収入が得られるためで、特にビッグクラブと呼ばれるチームでは、国内リーグ戦やチャンピオンズリーグに主要メンバーをつぎ込み、国内カップ戦にはリザーブ組を出場させる、という起用法が頻繁に行われる。これにより、カップ戦の魅力がそがれることがあるため、今後国内カップ戦の存在意義が問われかねない、と言う指摘もなされている。

### 国際大会のカップ戦
- FIFAワールドカップのようなナショナルチーム同士による国際大会においては、集中開催方式によるカップ戦形式で行われるのが普通である。例えば、仮にワールドカップをホーム&アウェー方式で行おうとすると、移動費が高額になるばかりでなく、移動による選手、スタッフの疲労が避けられず、競技選手のパフォーマンスに多大なる影響が出る可能性が高い。そのため、大会のクオリティが最優先され、開催国の地の利については目をつぶらざるを得ない場合が多い。
- アジアサッカー連盟（AFC）の各種予選においても、セントラル方式による予選リーグを行うことが多い。これは、加盟国の中にインフラ整備が遅れている国が多く、全試合においてホーム&アウェー方式による予選を行うのが困難なためである。
- クラブチーム同士による国際大会は、3〜5チームを1組とするグループリーグとトーナメントを組み合わせ、なおかつ完全ホーム&アウェー方式を採用した大会形式が多い。また、UEFAチャンピオンズリーグ、UEFAカンファレンスリーグ、CAFチャンピオンズリーグ、AFCチャンピオンズリーグエリートのように、本大会への出場を賭けた予備予選を行う場合もある。

## 日本の主なカップ戦
- 天皇杯・皇后杯（各種競技）
- JリーグYBCルヴァンカップ（サッカー）
- FUJIFILM SUPER CUP（サッカー）
- Fリーグ オーシャンカップ（フットサル）
- 黒鷲旗全日本男女選抜バレーボール大会（バレーボール）
- 日本ラグビーフットボール選手権大会（ラグビー）
- 日本生命セ・パ交流戦（野球）
- クライマックスシリーズ（野球）
- SMBC日本シリーズ（野球）

## 各国の主なカップ戦

### オープンカップ
- 天皇杯（日本、サッカー）
- 皇后杯（日本、女子サッカー）
- FAカップ（イングランド、サッカー）
- スペイン国王杯（スペイン、サッカー）
- コッパ・イタリア（イタリア、サッカー）
- DFBポカール（ドイツ、サッカー）
- クープ・ドゥ・フランス（フランス、サッカー）
- タッサ・デ・ポルトガル（ポルトガル、サッカー）
- KNVBカップ（オランダ、サッカー）
- ベルギーカップ（ベルギー、サッカー）
- ロシア・カップ（ロシア、サッカー）
- テュルキエ・クパス（トルコ、サッカー）
- スコティッシュカップ（スコットランド、サッカー）
- USオープンカップ（アメリカ、サッカー）
- サウジ国王杯（サウジアラビア、サッカー）
- 韓国FAカップ（韓国、サッカー）
- 中国FAカップ（中国、サッカー）
- タイFAカップ（タイ、サッカー）

### リーグカップ
- JリーグYBCルヴァンカップ（日本、サッカー）
- WEリーグカップ（日本、女子サッカー）
- カラバオ・カップ（イングランド、サッカー）
- タッサ・ダ・リーガ（ポルトガル、サッカー）
- スコティッシュリーグカップ（スコットランド、サッカー）
- ウェルシュ・リーグカップ（ウェールズ、サッカー）
- 北アイルランド・フットボールリーグカップ（北アイルランド、サッカー）
- リーグ・オブ・アイルランドカップ（アイルランド、サッカー）
- タイ・リーグカップ（タイ、サッカー）
- NBAカップ（アメリカ、バスケットボール）

### 国際大会
サッカー
バスケットボール
- ユーロリーグ

ラグビー
- ヨーロピアンラグビーチャンピオンズカップ

野球
- カリビアンシリーズ、欧州チャンピオンズカップ